# Commodore CBM-II
 La serie Commodore CBM-II es una gama de computadoras personales de 8 bits de Commodore Business Machines (CBM), lanzada en 1982 y destinada a ser una continuación de la serie Commodore PET. 

## Descripción técnica
El CBM-II tiene dos variantes, la serie P (P = personal o uso doméstico) y la serie B (B = uso comercial). La serie B estaba disponible con un monitor monocromo incorporado (perfil alto) con teclado separado, y también como una sola unidad con teclado incorporado pero sin monitor (perfil bajo). Estas máquinas son conocidas como los " Porsche PET" por su estilo único. 
La serie P utiliza el chip de video en color VIC-II de 40 columnas como el C64. También incluye dos puertos estándar de joystick estilo Atari. La CPU 6509 funciona a 1 MHz en la serie P debido al uso del chip VIC-II. 
Las máquinas de las series B y P tienen un chip SID, aunque la velocidad de reloj de 2 MHz de la serie B hace que sea imposible leer ninguno de los registros del SID. 
La serie B utiliza un chip de video CRTC 6545 para proporcionar una salida monocromática de "pantalla verde" de 80 columnas más adecuada para el procesamiento de textos y otros usos comerciales que la pantalla de 40 columnas del VIC-II. La mayoría de los modelos tienen instalado el Motorola 68B45, que es una variante compatible con pin en lugar del MOS 6545A1 2   Parte de MHz. En la serie B, la CPU 6509 funciona a 2 Megahercio. Los puertos del joystick no están presentes en la serie B, pero el conector todavía está en la placa base. 
Los CBM-II son las únicas máquinas Commodore de 8 bits con un puerto RS-232 en lugar del puerto de usuario estándar. Los registros de E/S para el puerto de usuario todavía están presentes (ya que son una función interna de los chips 6522) pero no hay un conector para ello en la placa base. 
También se incluye una ranura de cartucho en las máquinas, sin embargo, no se desarrolló ningún software de cartucho conocido. 
La serie B retuvo la interfaz IEEE-488 del PET en lugar de la interfaz serial IEC en el VIC-20 y C64. Las unidades IEC requerirán un adaptador, así como una ROM KERNAL modificada. La pequeña cantidad de software que Commodore desarrolló para la serie B se distribuyó en discos de formato 500k 8050 en lugar del formato 170k 4040/1541. 
Las características comunes a las series P y B incluían una CPU MOS Technology 6509, una versión mejorada del venerable 6502, que era capaz de direccionar hasta 1 megabyte de RAM a través de la conmutación de bancos de memoria (sin embargo, ningún modelo CBM-II vino con más de 256 kilobytes de RAM, 1/4 megabyte). El chip de sonido es el 6581 SID, el mismo que se utilizó en el popular Commodore 64 (C64) pero con algunas limitaciones, ya que se superó a 2   Megahercio. Además, el CBM-II tiene una interfaz serie RS-232 estándar en la industria y un bus paralelo IEEE-488 (para uso de unidades de disco e impresoras) al igual que la serie PET/CBM. El sistema operativo incorporado del CBM-II utiliza una versión mejorada de CBM BASIC versión 4.0. 
Una placa de coprocesador opcional basada en Intel 8088 permite a la serie CBM-II ejecutar CP/M-86 1.1 y MS-DOS 1.25; sin embargo, las computadoras no eran compatibles con PC de IBM y aparecía muy poco, si es que existía, software que aprovechara esta capacidad. La placa del coprocesador solo funciona en máquinas de alto perfil debido a los requisitos de suministro de energía y espacio mecánico. También se anunció una tarjeta Z80 si el usuario deseaba ejecutar CP/M-80, así como una placa Z8001, pero no se sabe que exista. La placa 8088 nunca llegó a producción aparentemente debido a las dificultades para que funcione con el sistema. 
La línea CBM-II usa un esquema de bancos de RAM complicado. El banco 0 contiene la RAM de video en las máquinas de la serie P y está vacía en las máquinas de la serie B. Los bancos 1-4 contienen la RAM principal del sistema, con el Banco 15 que contiene las ROM del sistema, la ROM del cartucho, los registros de E/S, la RAM de video en las máquinas de la serie B y una pequeña cantidad de RAM para almacenar las variables del sistema. El texto del programa BASIC se almacena en el Banco 1. En los modelos 128   Modelos KB, el Banco 2 contiene todas las variables BÁSICAS, sin embargo, en 256   Los modelos KB están distribuidos entre los bancos 2–4. Sin embargo, a diferencia del Commodore 128 posterior, los CBM-II no tienen las ROM del sistema asignadas a bancos que no sean 15, que tiene una RAM de programa muy limitada (1k gratis, más podría instalarse una placa expansora 4k). Esto significaba que el software tenía que incluir sus propias rutinas de sistema operativo para manejar las E/S del dispositivo y las interrupciones, ya que no es posible "llamar a distancia" el código a través de diferentes bancos de memoria. En teoría, si los bancos 5–14 se llenaron, hasta 1   Se podrían instalar MB de RAM, pero en la práctica la computadora está limitada a 256k ya que el chip PLA no tiene suficientes líneas de dirección para ello. El paso de datos entre diferentes bancos requiere el uso del registro a $ 0, que selecciona los bancos para leer y escribir a través de LDA (página cero), Y y STA (página cero), Y. El registro en $1 selecciona el banco de donde la CPU obtiene las instrucciones, que por defecto será 15 ($F) en el encendido. 
El BASIC incluido con la serie CBM-II se conoce como BASIC 4.0+. Contiene los comandos mejorados del disco BASIC 4.0, así como algunas otras características adicionales para la programación estructurada y la captura de errores. 
Commodore tenía planes para una amplia variedad de configuraciones de RAM, así como para modelos delgados y de "alto perfil". Las máquinas delgadas eran unidades todo en uno, mientras que los modelos de alto perfil tenían un teclado separado y un monitor de montaje giratorio adjunto. Tanto los modelos de perfil delgado como los de perfil alto tienen un conector para unidades de disquete internas y placas de coprocesador, aunque sólo estos últimos tienen espacio físico en el gabinete y una fuente de alimentación suficiente para ellos. Ninguna máquina de producción tenía unidades de disquete internas, sin embargo, estas probablemente habrían sido una variante de media altura del 8050. La mayoría de los modelos CBM-II planeados nunca pasaron la etapa de prototipo. Originalmente, habría cuatro modelos en cada serie, con un aumento de memoria en 64 KB incrementos. Los modelos de 64k y 192k se eliminaron al principio del desarrollo y no se produjeron tales modelos. 
Al final, los únicos modelos CBM-II que entraron en producción y se vendieron a usuarios finales fueron los modelos P500 B128/600, B256/700, CBM-128/710 y PAL. El B128 y el P500 eran modelos delgados sin unidades de disco internas o monitor conectado, mientras que el CBM 128 y el B256 eran modelos de alto perfil. El B128 fue el más vendido de los tres. 

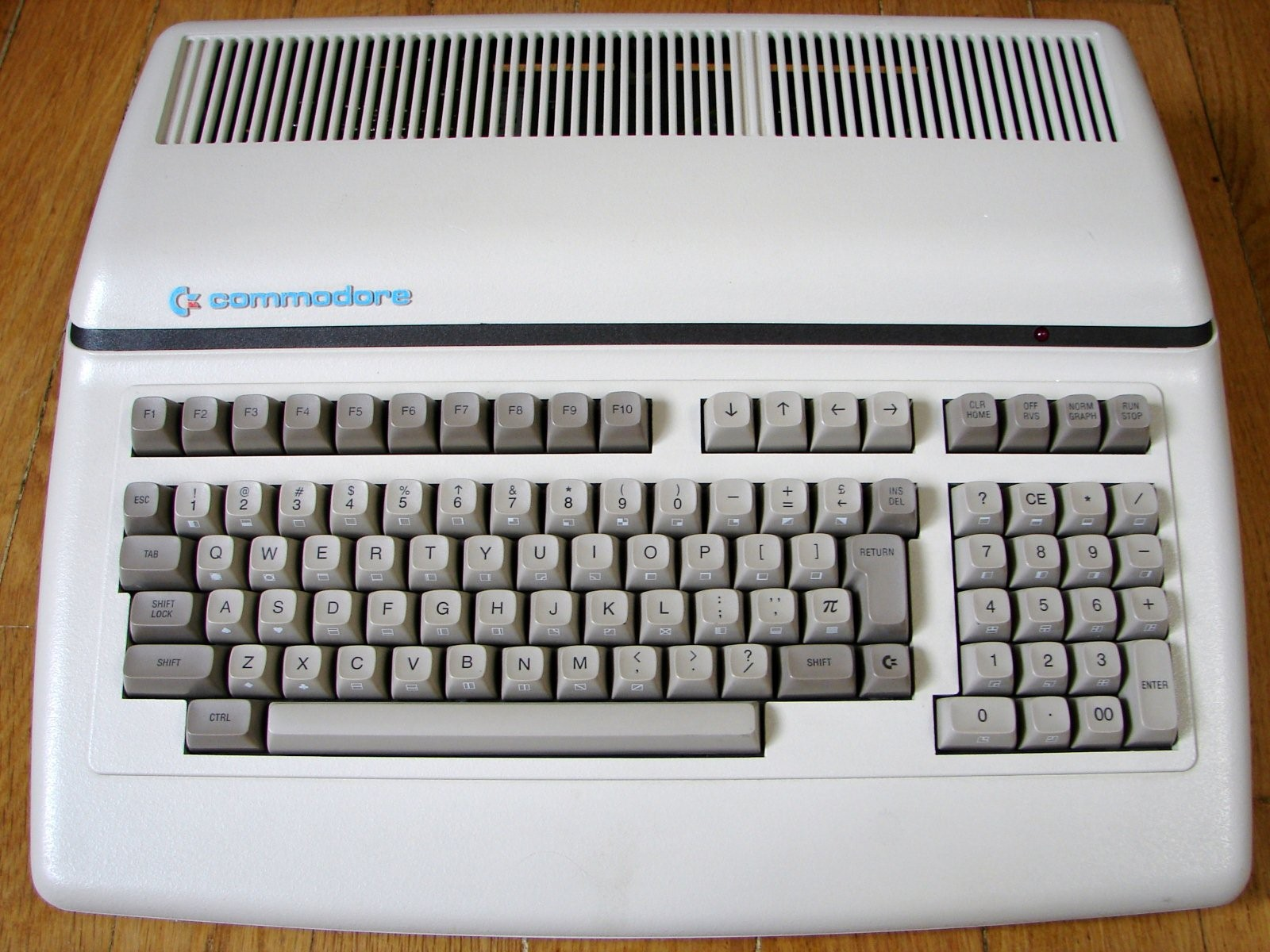
Un Commodore CBM 610, la versión europea de un Commodore B128

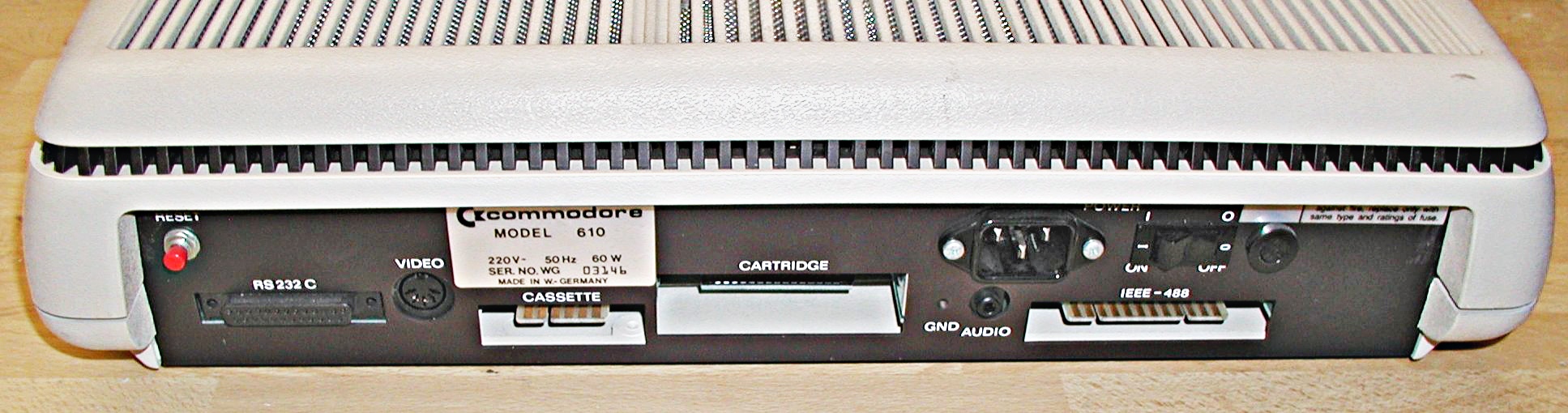
Conectores en la parte posterior de un CBM 610: reset, RS-232C, datasette, cartucho de 44 pines, GND, audio, red, IEEE-488, interruptor de encendido, fusible

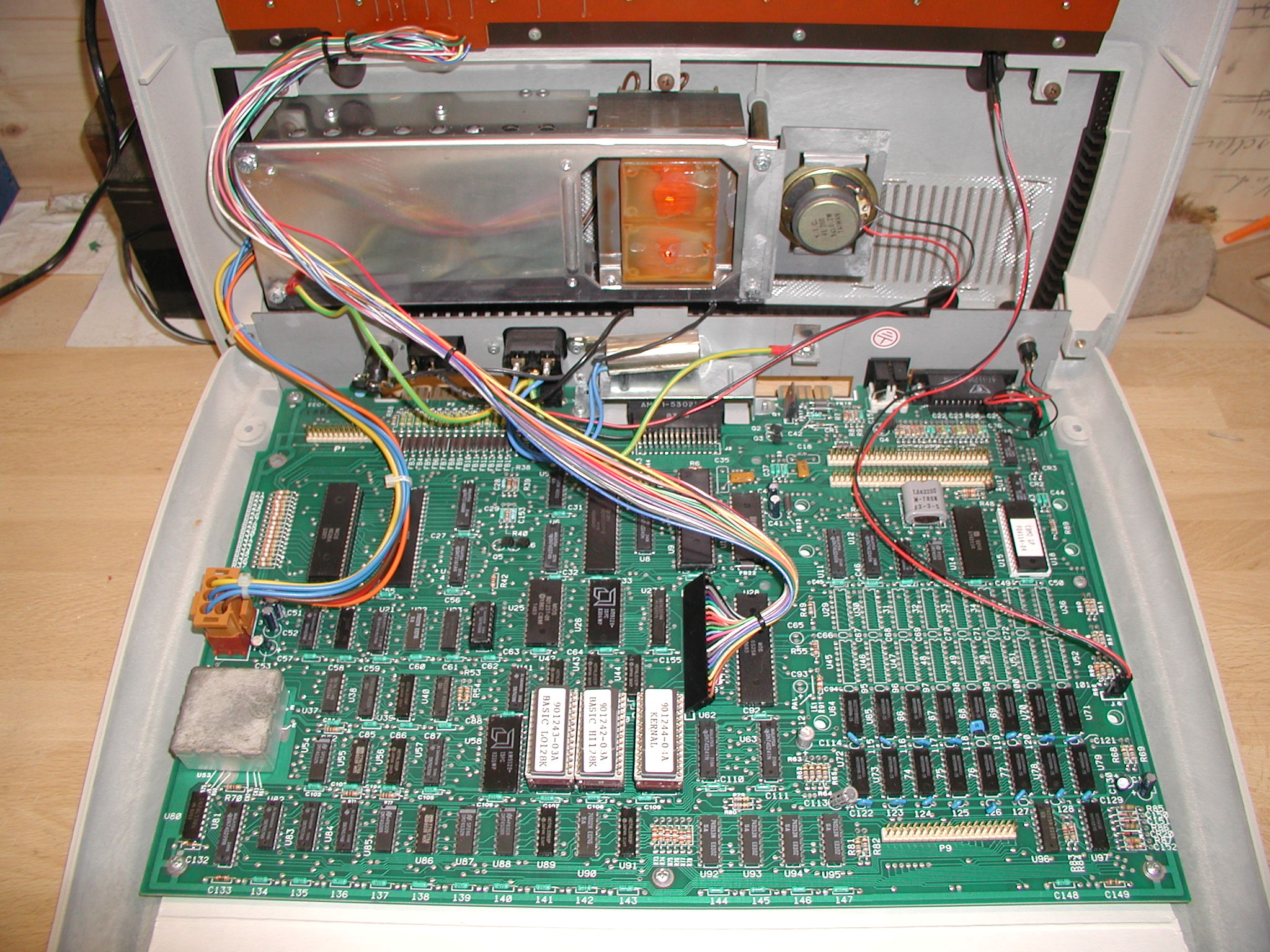
Placa base y fuente de alimentación de un CBM 610

Los nombres de producción dentro de los Estados Unidos y Canadá fueron B128/B256 y CBM128-80/CBM 256-80, mientras que en Europa se les conocía como las series 600 y 700 respectivamente (sin "B" delante del número de modelo). La máquina P era conocida mundialmente como la serie 500. Sin embargo, existen modelos prototipo como el B500 (diseño anterior B128) y B700 (diseño anterior CBM 128-80/CBM 256-80) que se sabe que existen. 
| Modelo | RAM    | coprocesador            |
| ------ | ------ | ----------------------- |
| 610    | 128 KB |                         |
| 620    | 256 KB |                         |
| 630    | 256 KB | tarjeta de coprocesador |
| 710    | 128 KB |                         |
| 720    | 256 KB |                         |
| 730    | 256 KB | tarjeta de coprocesador |

## Historia
Debido a la popularidad del C64, la serie P se canceló en los Estados Unidos antes de que se pudiera lanzar oficialmente; sin embargo, algunos distribuidores que recibieron unidades de preproducción las vendieron. Como la serie P no había sido certificada por la FCC, Commodore fue amenazado con acciones legales y se vio obligado a retirarlas. Se rumoreaba que todas las máquinas retiradas de la serie P fueron destruidas, sin embargo, se sabe que algunas de ellas existen en colecciones privadas. Al menos un modelo, el P500, se lanzó comercialmente en Europa, pero solo se vendió en pequeñas cantidades. 
El más común de la serie B fue el B128 de bajo perfil (llamado CBM 610 en Europa), que tenía 128 kilobytes de RAM. El B128 no se vendió bien y, en última instancia, el inventario de Commodore fue liquidado por Protecto Enterprizes, un gran distribuidor de pedidos por correo de Commodore con sede en Chicago, Illinois. Los anuncios de Protecto para el paquete B128, que incluyen una unidad de disco dual, un monitor y una impresora, aparecieron en varias revistas de computadoras durante varios años. 
La línea CBM-II se vendió mal y terminó siendo extremadamente costosa de fabricar, así como difícil de desarrollar software. Commodore no dio a conocer ninguna cifra de ventas ni una fecha de interrupción oficial, sin embargo, el B128/600 es el modelo más común en la alineación. La producción terminó en algún momento durante 1984 y Commodore liquidó su inventario restante en 1985. Los CBM-II todavía se vendían en Alemania hasta 1987. El número exacto de CBM-II producidos no está claro, sin embargo, los números de serie indican que se enviaron al menos 10,000 B128 junto con unas pocas docenas a algunos miles de los otros modelos. Se cree que Commodore produjo al menos 5000–6000 de cada máquina. 
Después de descontinuar la gama CBM-II, Commodore entregó su documentación, esquemas y toda otra información a CBUG, el Grupo de Usuarios B128 de Chicago. 
Entre estos materiales se encontraba una placa madre prototipo que utiliza un procesador Intel 8088, lo que sugiere la posibilidad de que la línea podría haber sido compatible con IBM si la producción hubiera continuado.[cita requerida]
CBUG desarrolló una biblioteca de software para las computadoras. Sin embargo, su biblioteca palideció en comparación con las grandes bibliotecas de software que disfrutaban el C64 y el Commodore VIC-20. 
El diseño de caja redondeada de la serie CBM-II de alto perfil se usaría más tarde en versiones rediseñadas de las computadoras PET/CBM originales (como la CBM8296) que la línea CBM-II fue diseñada para reemplazar. Además, el esquema de banca de memoria del CBM-II se utilizaría en el Commodore 128 con algunas modificaciones leves.